# سيرغي فوكين
سيرغي فوكين (مواليد 26 يوليو 1961) هو لاعب كرة قدم. يلعب مع منتخب الاتحاد السوفييتي لكرة القدم. سبق له أن لعب في كأس العالم لكرة القدم مع منتخب بلاده.

## روابط خارجية
- سيرغي فوكين على موقع الاتحاد الدولي (مؤرشف)  (الإنجليزية)
- سيرغي فوكين على موقع قاعدة بيانات كرة القدم.إي يو (الإنجليزية)
- سيرغي فوكين على موقع ناشيونال فوتبول تيمز (الإنجليزية)
- سيرغي فوكين على موقع أوليمبيديا (الإنجليزية)